# Craig Conway
Craig Conway (Irvine, Escocia, 2 de mayo de 1985) es un exfutbolista escocés que jugaba de centrocampista.

## Selección nacional
Fue internacional con la selección de fútbol de Escocia en siete ocasiones.

## Clubes
| Club                                  | País       | Año       |
| ------------------------------------- | ---------- | --------- |
| Ayr United F. C.                      | Escocia    | 2003-2006 |
| Dundee United F. C.                   | Escocia    | 2006-2011 |
| Cardiff City F. C.                    | Gales      | 2011-2014 |
| Brighton & Hove Albion F. C. (cedido) | Inglaterra | 2013      |
| Blackburn Rovers F. C.                | Inglaterra | 2014-2019 |
| Salford City F. C.                    | Inglaterra | 2019-2020 |
| St. Johnstone F. C.                   | Escocia    | 2020-2021 |

## Palmarés

### Títulos nacionales
| Título                       | Club                | País       | Año  |
| ---------------------------- | ------------------- | ---------- | ---- |
| Copa de Escocia              | Dundee United F. C. | Escocia    | 2010 |
| Football League Championship | Cardiff City F. C.  | Inglaterra | 2013 |
| Copa de la Liga de Escocia   | St. Johnstone F. C. | Escocia    | 2021 |
| Copa de Escocia              | St. Johnstone F. C. | Escocia    | 2021 |